# Шопци
Шопци (болг. Шопци) — село в Болгарии. Находится в Кырджалийской области, входит в общину Кирково. Население составляет 428 человек.

## Политическая ситуация
В местном кметстве Шопци, в состав которого входит Шопци, должность кмета (старосты) исполняет Ахмед Бейсим Мюмюн (Движение за права и свободы (ДПС)) по результатам выборов правления кметства.
Кмет (мэр) общины Кирково — Шукран Кязим Идриз (Движение за права и свободы (ДПС)) по результатам выборов в правление общины.